# Shinji Murai
Shinji Murai (Prefectura de Chiba, Japó, 1 de desembre de 1979) és un futbolista japonès.

## Selecció japonesa
Shinji Murai va disputar 5 partits amb la selecció japonesa.